# Schwarzau am Steinfeld

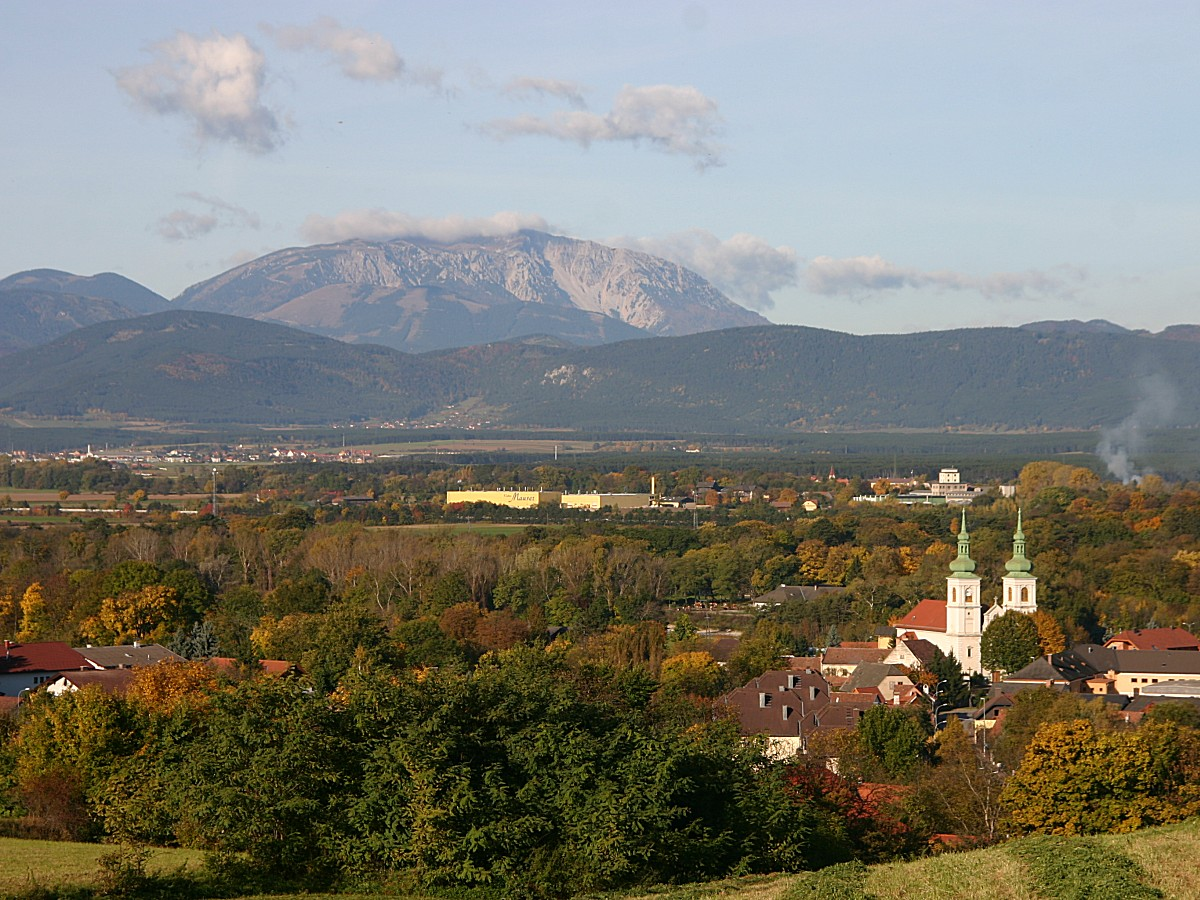
Černava na Kamenném poli se Sněžnou horou

Schwarzau am Steinfeld (česky Černava na Kamenném poli) je obec s 1721 obyvateli (stav podle sčítání z roku 2001) ležící na Kamenném poli v Okrese Neunkirchen v Dolním Rakousku, resp. na trojmezí s Burgenlandem a Štýrskem.

## Geografie
Schwarzau am Steinfeld leží v Industrieviertelu v Dolním Rakousku. Rozloha obce zaujímá 9,75 km². 25,88 procent plochy zaujímají lesy.
Katastrálními částmi jsou Guntrams a Schwarzau am Steinfeld.

## Dějiny
V obci stojí zámek Schwarzau, v němž se roku 1911 konala svatba císaře Karla I. a Zity. Dnes slouží zámek jako nápravné zařízení pro ženy.

## Vývoj obyvatelstva
Podle výsledků sčítání lidu roku 2001 zde žilo 1721 obyvatel. V roce 1991 měla obec 1629 obyvatel, roku 1981 1378 a 1971 1422 obyvatel.

## Obecní politika
Starostou obce je Alfred Filz, vedoucím úřadu Otto Pfeifer. Obecní rada čítá celkem 19 křesel jež je po rakouských obecních volbách roku 2010 (2005) rozděleno takto:
ÖVP 6 (5), SPÖ 12 (14), FPÖ 1 (0).

## Kultura a pamětihodnosti
Obecní úřad a další obecní zařízení se nacházejí ve Schwarzau.

## Hospodářství a infrastruktura
Nezemědělských pracovních míst bylo v roce 2001 60, zemědělské a lesnické závody po zrušení roku 1999 26. Počet výdělečně činných osob v místě bydliště činil podle sčítání lidu v roce 2001 775. Míra zaměstnanosti činila roku 2001 okolo 46,31 %. V obci je ženské nápravné zařízení, určené pro mladistvé ženské delikventky.
Schwarzau am Steinfeld je součástí turistického sdružení krajů, Bucklige Welt.

## Osobnosti obce
- Felix Bourbonsko-Parmský parmský a lucemburský princ